# Generador de compresión de flujo bombeado explosivamente

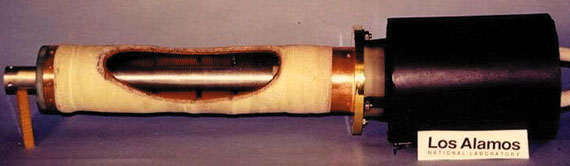
Una vista en corte de un generador de compresión de flujo. El tubo de aluminio se detona en el extremo que se extiende más allá de la hélice de alambre de cobre. En el otro extremo, un transformador permite que el generador funcione de manera más eficiente con la carga eléctrica

Un generador de compresión de flujo bombeado explosivamente (EPFCG por las siglas de su nombre en inglés, "Explosively Pumped Flux Compression Generator") es un dispositivo utilizado para generar un pulso electromagnético de alta potencia comprimiendo un flujo magnético mediante el uso de explosivos.
Un EPFCG solo genera un pulso, ya que el dispositivo se destruye físicamente durante su funcionamiento. Requieren un pulso de corriente eléctrica de arranque para funcionar, generalmente suministrado por un sistema de condensadores.
Los generadores de compresión de flujo bombeados explosivamente se utilizan para crear campos magnéticos ultraaltos en la investigación de física y ciencia de materiales y pulsos extremadamente intensos de corriente eléctrica para aplicaciones de potencia pulsada. Se están investigando como fuentes de energía para dispositivos de guerra electrónica conocidos como dispositivos electromagnéticos transitorios que generan un pulso electromagnético sin los costos, efectos secundarios o el enorme alcance de un dispositivo de ataque de pulso electromagnético.
El primer trabajo en estos generadores fue realizado por el centro Instituto Panruso de Investigación Científica de Física Experimental de investigación nuclear en Sarov (Unión Soviética) a principios de la década de 1950, seguido por Laboratorio Nacional de Los Álamos en Estados Unidos.

## Historia
A principios de la década de 1950, la necesidad de impulsos eléctricos muy cortos y potentes se hizo evidente para los científicos soviéticos que investigaban el proceso de fusión nuclear. El generador Marx, que almacena energía en condensadores, era el único dispositivo capaz en ese momento de producir pulsos de tan alta potencia. El coste prohibitivo de los condensadores necesarios para obtener la potencia deseada motivó la búsqueda de un dispositivo más económico. Los primeros generadores magnetoexplosivos, que surgieron de las ideas de Andréi Sájarov, fueron diseñados para cumplir esta función.

## Mecánica

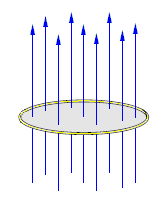
Para un campo magnético de intensidad constante de magnitud B que atraviesa una superficie S, el flujo Φ es igual a B multiplicado por S

Los generadores magnetoexplosivos utilizan una técnica llamada "compresión de flujo magnético", que se describe en detalle a continuación. La técnica es posible cuando las escalas de tiempo en las que opera el dispositivo son lo suficientemente breves como para que la pérdida de corriente resistiva sea insignificante y el flujo magnético a través de cualquier superficie rodeada por un conductor (alambre de cobre, por ejemplo) permanece constante, aunque el tamaño y la forma de la superficie puede cambiar.
Esta conservación del flujo se puede demostrar a partir de las ecuaciones de Maxwell. La explicación más intuitiva de esta conservación del flujo cerrado se deriva de la ley de Lenz, que dice que cualquier cambio en el flujo a través de un circuito eléctrico provocará una corriente en el circuito que se opondrá al cambio. Por esta razón, reducir el área de la superficie encerrada por un conductor de circuito cerrado con un campo magnético que lo atraviesa, lo que reduciría el flujo magnético, da como resultado la inducción de corriente en el conductor eléctrico, que tiende a mantener el flujo encerrado en su valor original. En los generadores magnetoexplosivos, la reducción del área se logra detonando explosivos empaquetados alrededor de un tubo o disco conductor, de modo que la implosión resultante comprime el tubo o disco. Dado que el flujo es igual a la magnitud del campo magnético multiplicada por el área de la superficie, a medida que el área de la superficie se reduce, la intensidad del campo magnético dentro del conductor aumenta. El proceso de compresión transforma parcialmente la energía química de los explosivos en la energía de un intenso campo magnético rodeado por una corriente eléctrica correspondientemente grande.
El objetivo del generador de flujo puede ser generar un impulso de campo magnético extremadamente fuerte o un impulso de corriente eléctrica extremadamente fuerte. En el último caso el conductor cerrado está conectado a un circuito externo. Esta técnica se ha utilizado para crear los campos magnéticos artificiales más intensos de la Tierra. De hecho, se pueden crear campos de hasta aproximadamente 1000 teslas (aproximadamente 1000 veces la fuerza de un imán permanente de neodimio típico) durante unos pocos microsegundos.

### Descripción elemental de la compresión de flujo

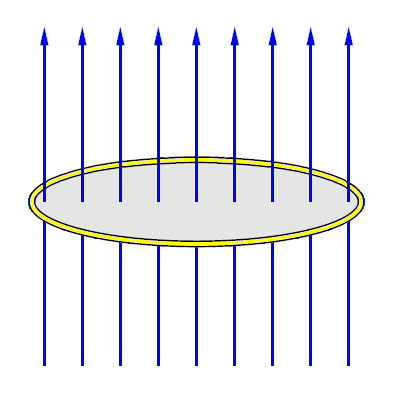
Fig. 1: Líneas originales del campo magnético

Un campo magnético externo (líneas azules) atraviesa un anillo cerrado hecho de un conductor perfecto (con resistencia eléctrica cero). El flujo magnético total {\displaystyle \Phi } a través del anillo es igual al campo magnético {\displaystyle B} multiplicado por el área {\displaystyle A} de la superficie que abarca el anillo. Las nueve líneas de campo representan el flujo magnético que pasa por el anillo.

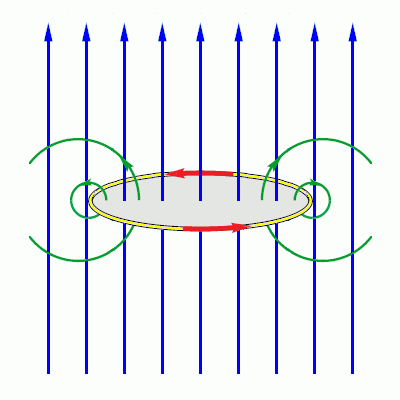
Fig. 2: Configuración después de reducir el diámetro del anillo

Supóngase que el anillo se deforma, reduciendo el área de su sección transversal. El flujo magnético que pasa por el anillo, representado por cinco líneas de campo, se reduce en la misma proporción que el área del anillo. La variación del flujo magnético induce una corriente (flechas rojas) en el anillo de acuerdo con la ley de Faraday, que a su vez crea un nuevo campo magnético que rodea el cable (flechas verdes) según la ley de Ampère. El nuevo campo magnético se opone al campo exterior del anillo, pero se suma al campo interior, de modo que se mantiene el flujo total en el interior del anillo: cuatro líneas de campo verdes sumadas a las cinco líneas azules dan las nueve líneas de campo originales. 

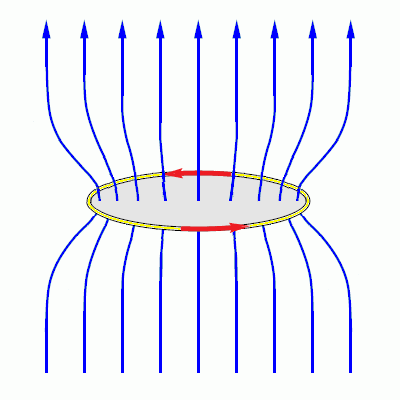
Fig. 3: Líneas de campo magnético después de la compresión

Al sumar el campo magnético externo y el campo inducido, se puede demostrar que el resultado neto es que las líneas de campo magnético que originalmente pasaban por el anillo permanecen dentro del orificio, por lo que el flujo se conserva y se ha creado una corriente en el anillo conductor. Las líneas del campo magnético están "apretadas" más juntas, por lo que la intensidad (promedio) del campo magnético dentro del anillo aumenta en la relación entre el área original y el área final. 

## Los distintos tipos de generadores
El principio básico simple de la compresión de flujo se puede aplicar de diferentes maneras. Los científicos soviéticos del VNIIEF en Sarov, pioneros en este ámbito, concibieron tres tipos diferentes de generadores:
- En el primer tipo de generador (MK-1, 1951) desarrollado por Robert Lyudaev, el flujo magnético producido por un conductor bobinado se limita al interior de un tubo metálico hueco rodeado de explosivos y sometido a una violenta compresión cuando se disparan los explosivos. Un dispositivo del mismo tipo fue desarrollado en Estados Unidos una docena de años después por el equipo de C. M. (Max) Fowler en Los Álamos.
- En el segundo tipo de generador (MK-2, 1952), el flujo magnético, confinado entre los devanados del conductor externo y un tubo conductor central lleno de explosivo, es comprimido por el 'pistón' cónico creado por la deformación del tubo central a medida que la onda de detonación viaja a través del dispositivo.
- Un tercer tipo de generador (DEMG), desarrollado por Vladimir Chernyshev, es cilíndrico y contiene una pila de discos metálicos cóncavos, enfrentados por pares, para crear módulos huecos (el número varía según la potencia deseada), y separados por explosivos; cada módulo funciona como un generador independiente.

Estos generadores pueden, si es necesario, utilizarse de forma independiente o incluso ensamblarse en una cadena de etapas sucesivas: la energía producida por cada generador se transfiere al siguiente, que amplifica el impulso, y así sucesivamente. Por ejemplo, está previsto que el generador DEMG sea alimentado por un generador tipo MK-2.
Además, estos dispositivos pueden destruirse justo después de un experimento o usarse varias veces.

### Generadores de tubo hueco
En la primavera de 1952, R. Z. Lyudaev, E. A. Feoktistova, G. A. Tsyrkov y A. A. Chvileva iniciaron el primer experimento con este tipo de generador, con el objetivo de obtener un campo magnético muy elevado.

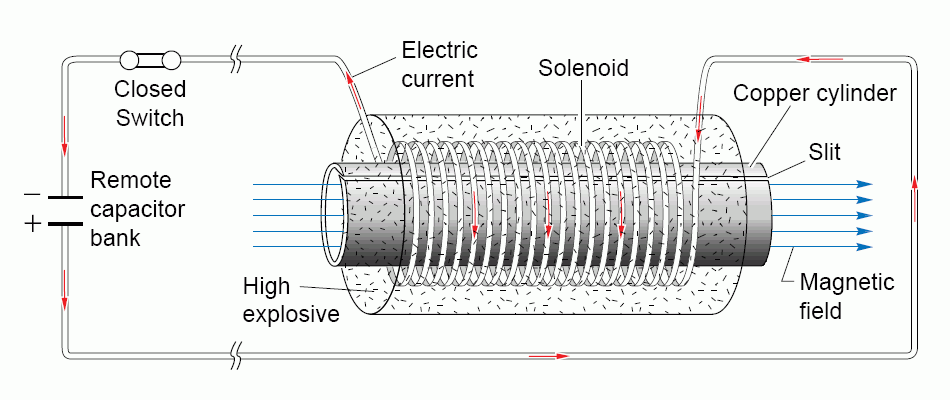
Generador de tubo hueco

El generador MK-1 funciona de la siguiente manera:
- Se produce un campo magnético longitudinal en el interior de un conductor metálico hueco al descargar una batería de condensadores en el solenoide que rodea el cilindro. Para garantizar una rápida penetración del campo en el cilindro, este dispone de una hendidura que se cierra rápidamente cuando el cilindro se deforma.
- La carga explosiva colocada alrededor del tubo se detona de manera que garantice que la compresión del cilindro comience cuando la corriente a través del solenoide sea máxima.
- La onda de choque cilíndrica convergente desatada por la explosión produce una contracción rápida (superior a 1 km/s) del cilindro central, comprimiendo el campo magnético y creando una corriente inductiva, según la explicación anterior (la velocidad de contracción permite, en una primera aproximación, el despreciar las pérdidas de Joule y la consideración del cilindro como un conductor perfecto).

Los primeros experimentos lograron alcanzar campos magnéticos de millones de gauss (cientos de teslas), dado un campo inicial de 30 kG (3 T) que es en el espacio libre "aire" lo mismo que H= B/μ0= (3 Vs/m2) / (4π × 10−7 Vs/Am)= 2,387×106 A/m (aproximadamente 2,4 MA/m).

### Generadores helicoidales
Los generadores helicoidales fueron concebidos principalmente para suministrar una corriente intensa a una carga situada a una distancia segura. Se utilizan frecuentemente como primera etapa de un generador de varias etapas, y la corriente de salida se utiliza para generar un campo magnético muy intenso en un segundo generador.

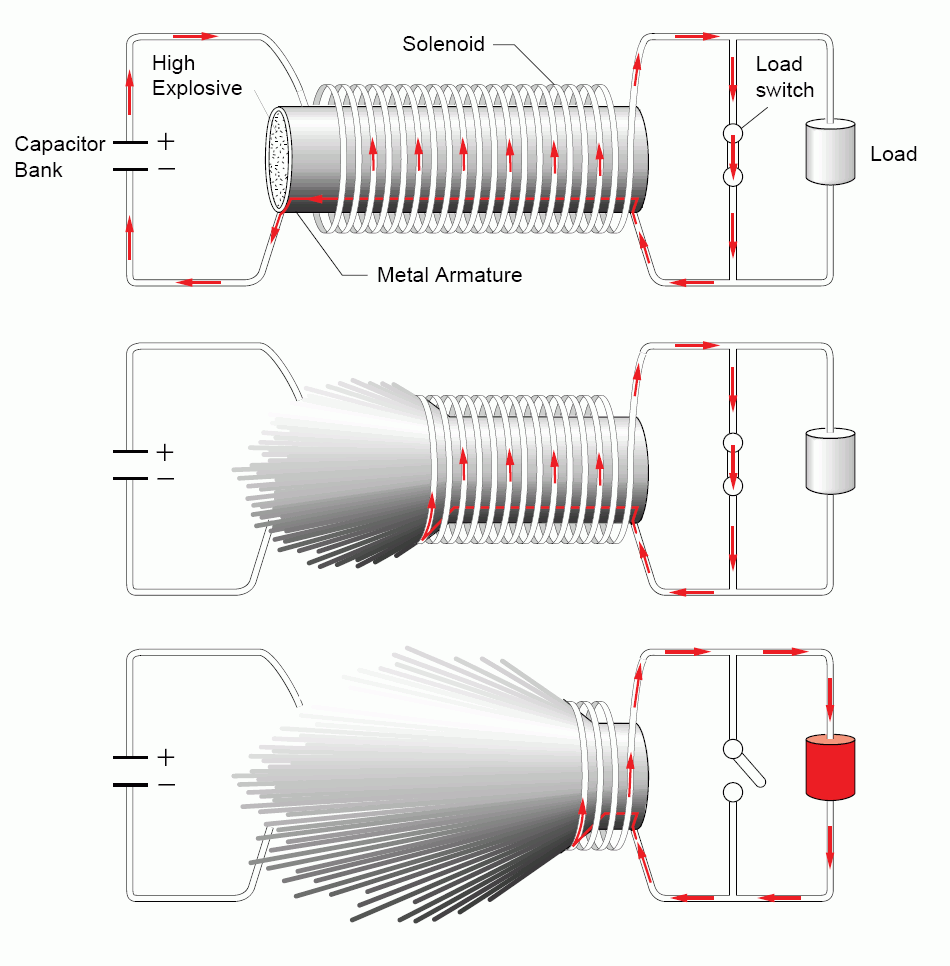
Funcionamiento de un generador helicoidal

Los generadores MK-2 funcionan de la siguiente manera:
- Se produce un campo magnético longitudinal entre un conductor metálico y un solenoide circundante, descargando una batería de condensadores en el solenoide.
- Tras encenderse el dispositivo, una onda de detonación se propaga en la carga explosiva colocada en el interior del tubo metálico central (de izquierda a derecha en la figura).
- Bajo el efecto de la presión de la onda de detonación, el tubo se deforma y se convierte en un cono que contacta la bobina enrollada helicoidalmente, disminuyendo el número de vueltas no cortocircuitadas, comprimiendo el campo magnético y creando una corriente inductiva.
- En el punto de compresión máxima del flujo, se abre el interruptor de carga, que luego entrega la corriente máxima a la carga.

El generador MK-2 es particularmente interesante para la producción de corrientes intensas, de hasta 108 A (100 MA), así como un campo magnético de muy alta energía, ya que hasta el 20% de la energía explosiva se puede convertir en energía magnética, y la intensidad del campo puede alcanzar 2 × 106 gauss (200 T).
La puesta en práctica de los sistemas MK-2 de alto rendimiento requirió la realización de estudios fundamentales por parte de un gran equipo de investigadores, y se logró de forma efectiva en 1956, tras la producción del primer generador MK-2 en 1952 y el logro de corrientes superiores a 100 megaamperios a partir de 1953.

### Generadores de discos

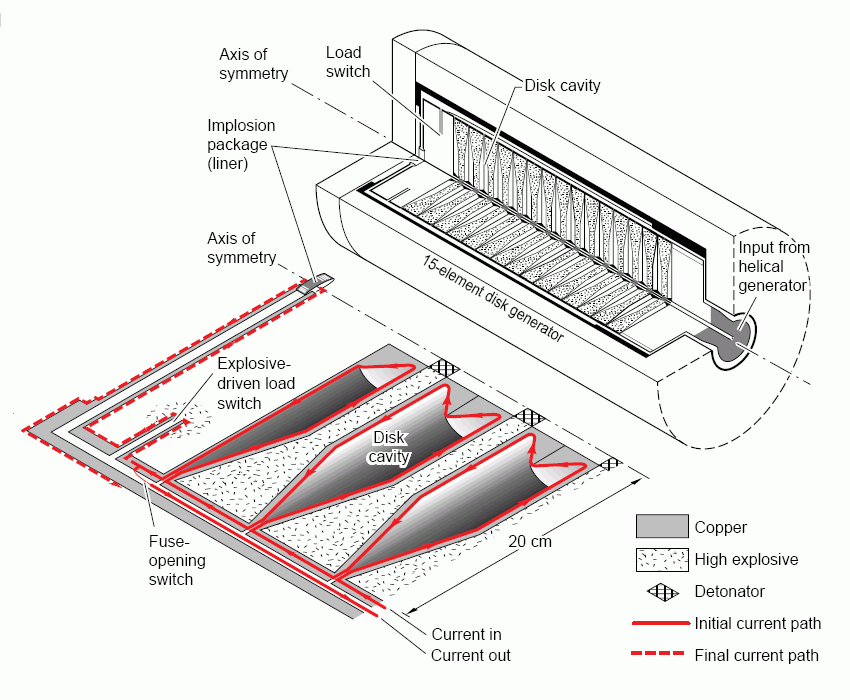
Generadores de discos

Un generador DEMG funciona de la siguiente manera:
- Discos metálicos conductores, ensamblados en pares enfrentados para crear módulos huecos que tienen la forma de un toro revestido, con explosivo empaquetado entre pares de módulos, se apilan dentro de un cilindro.[8] El número de módulos puede variar según la potencia deseada (la figura muestra un dispositivo de 15 módulos), así como el radio de los discos (del orden de 20 a 40 cm).
- La corriente pasa a través del dispositivo, suministrada por un generador MK-2, y se crea un intenso campo magnético dentro de cada módulo.
- Cuando se inicia, la explosión comienza en el eje y se propaga radialmente hacia el exterior, deformando las protuberancias en forma de disco de sección triangular y alejándolas del eje. El movimiento hacia afuera de esta sección del conductor desempeña el papel de un pistón.
- A medida que avanza la explosión, el campo magnético es comprimido en el interior de cada módulo por el pistón conductor y la simultánea unión de las caras internas, creando también una corriente inductiva.
- A medida que la corriente inducida alcanza su máximo, el interruptor de apertura del fusible se fusiona y el interruptor de carga se cierra simultáneamente, permitiendo que la corriente se entregue a la carga (el mecanismo para la operación del interruptor de carga no se explica en la documentación disponible).

En el VNIIEF se han desarrollado sistemas que utilizan hasta 25 módulos. Se ha producido una potencia de 100 MJ a 256 MA mediante un generador de un metro de diámetro compuesto por tres módulos.